# Phong trào Gülen
Phong trào Gülen là một phong trào Hồi giáo xuyên quốc gia do nhà thần học Hồi giáo Fethullah Gülen, hiện sống lưu vong tại Mỹ, thành lập và lan tỏa ở Thổ Nhĩ Kỳ vào thập niên 1980. Phong trào không có tên chính thức nhưng nó thường được gọi là Hizmet ("Dịch vụ") bởi những người ủng hộ hoặc Cemaat ("cộng đồng") bởi công chúng rộng lớn ở Thổ Nhĩ Kỳ.
Phong trào đã thu hút nhiều người ủng hộ và chỉ trích Thổ Nhĩ Kỳ, Trung Á, và ở các nơi khác trên Thế giới. Nó hoạt động tích cực trong ngành giáo dục tại các trường phổ thông và đại học tư nhân ở hơn 180 quốc gia được điều hành bởi những người theo nó. Phong trào đã bắt đầu diễn đàn đối thoại liên tôn giáo. Nó có các khoản đầu tư đáng kể trong phương tiện truyền thông, tài chính, và vì lợi nhuận các phòng khám sức khỏe. Một số người khen ngợi phong trào này như một phiên bản hòa bình, hiện đại của Hồi giáo, và là một con đường khác so với trường phái cực đoan hơn của Hồi giáo như Salafism.
Sau cuộc điều tra tham nhũng ở Thổ Nhĩ Kỳ năm 2013 về các hành vi tham nhũng của một số quan chức, Bộ trưởng, thị trưởng, và các thành viên gia đình của người cầm quyền Đảng Công lý và Phát triển (AKP) Thổ Nhĩ Kỳ đã được phát hiện, Tổng thống Recep Tayyip Erdoğan đổ lỗi cho phong trào khởi xướng  các cuộc điều tra như là kết quả của việc cắt đứt mối quan hệ mà trước đây là thân thiện. Phong trào được coi là có ảnh hưởng đối với lực lượng cảnh sát Thổ Nhĩ Kỳ và các cơ quan tư pháp. Nó hiện đang bị buộc tội âm mưu lật đổ Chính phủ Thổ Nhĩ Kỳ được bầu dân chủ thông qua một cuộc đảo chính tư pháp bằng cách sử dụng các cuộc điều tra tham nhũng. Chính phủ khẳng định, phong trào này là một mối đe dọa an ninh quốc gia cho Thổ Nhĩ Kỳ và tịch thu tờ báo thuộc sở hữu phong trào (Zaman - tờ báo lưu hành nhiều nhất ở Thổ Nhĩ Kỳ trước khi bị tịch thu.) và một số công ty có quan hệ với phong trào. Các cuộc điều tra về phong trào vẫn đang tiếp tục với một số cáo buộc.
Trong cuộc Đảo chính Thổ Nhĩ Kỳ 2016, Tổng thống Erdogan đổ lỗi cho phong trào chủ mưu cuộc đảo chính khi ông ta đến Istanbul. Fethullah Gülen đã lên án mạnh mẽ cuộc đảo chính, và bác bỏ các cáo buộc về sự tham gia của ông.

## Gülen vs. Erdogan
Nhà truyền đạo Gülen trong nhiều năm là một đồng minh thân cận của đảng Bảo thủ Hồi giáo đang nắm quyền AKP, nhưng đã có bất hòa 2013 với Erdogan, khi cơ quan tư pháp khởi xướng điều tra rộng rãi tham nhũng của các chính trị gia và doanh nhân chung quanh Erdogan.
Erdogan cáo buộc Gülen thậm chí sau đó có âm mưu đảo chính, cho sa thải hoặc chuyển chỗ làm hàng ngàn cảnh sát, công tố viên và thẩm phán bị cáo buộc thuộc phong trào. Kể từ khi đó Gülen là kẻ thù không đội trời chung của Erdogan. Một số phương tiện truyền thông của phong trào Gülen đã bị Chính phủ trong những năm gần đây tịch thu.